# Radicaal 2
Van de in totaal 214 Kangxi-radicalen heeft radicaal 2 de betekenis lijn, streep en stok. Het is een van de zes radicalen die bestaat uit één streep.
In het Kangxi-woordenboek zijn er 21 karakters die dit radicaal gebruiken.
Radicaal 2, ook wel bekend als 豎 Shù (Nederlands: Verticale streep), is een van de acht principes van het karakter 永 (永字八法 Yǒngzì Bāfǎ) die de basis vormen van de Chinese kalligrafie.

## Karakters met het radicaal 2

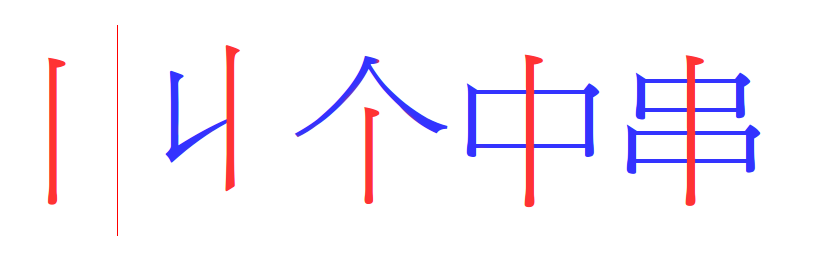
Radicaal 2 in de karakters: 丩 个 中 en 串

| Strepen | Karakter       |
| ------- | -------------- |
| + 0     | 丨             |
| + 1     | 丩             |
| + 2     | 个 丫 丬       |
| + 3     | 中 丮 丯 丰 书 |
| + 4     | 丱             |
| + 6     | 串             |
| + 7     | 丳             |
| + 8     | 临             |
| + 9     | 丵             |